# Milionia weiskei
Milionia weiskei är en fjärilsart som beskrevs av Rothschild 1901. Milionia weiskei ingår i släktet Milionia och familjen mätare. Inga underarter finns listade i Catalogue of Life.